# (12247) Michaelsekerak
(12247) Michaelsekerak, désignation provisoire 1988 RO11, est un astéroïde de la ceinture principale découvert en 1988.

## Description
(12247) Michaelsekerak a été découvert le 14 septembre 1988 à l'observatoire interaméricain du Cerro Tololo, un observatoire astronomique professionnel situé dans le désert d'Atacama, au Nord du Chili, par Schelte J. Bus.

### Caractéristiques orbitales
L'orbite de cet astéroïde est caractérisée par un demi-grand axe de 3,4 UA, un périhélie de 2,50 UA, une excentricité de 0,18 et une inclinaison de 1,28° par rapport à l'écliptique. Du fait de ces caractéristiques, à savoir un demi-grand axe compris entre 2 et 3,2 UA et un périhélie supérieur à 1,666 UA, il est classé, selon la JPL Small-Body Database, comme objet de la ceinture principale.

### Caractéristiques physiques
(12247) Michaelsekerak a une magnitude absolue (H) de 14,1 et un albédo estimé à 0,122.

## Étymologie
Cet astéroïde est nommé en l'honneur de Michael James Sekerak (1977-).